# Sauveteur secouriste du travail

Logo SST officiel de l'Institut national de recherche et de sécurité

Un sauveteur secouriste du travail (SST) est un salarié de l'entreprise formé. Son rôle est de porter les premiers secours à toute victime d'un accident du travail ou d'un malaise, mais aussi d’être acteur de la prévention dans son entreprise. Il s'agit d'une délégation de l'employeur en matière d'hygiène et sécurité du travail.
En France, le SST est détenteur d'un certificat sanctionnant la formation du sauveteur-secouriste du travail délivrée par l'INRS (contrairement au PSC1 qui n'est qu'une attestation).
En Belgique, on  parle de secourisme industriel même si on trouve également des secouristes industriels dans les administrations, les commerces ou les écoles.
Au Québec, on parle de secourisme en milieu de travail (first aid in the workplace).

## Le SST en France

### Historique
Le SST a été instauré par une circulaire de 1962. C'est une formation qui a été développée sous l'égide du ministère du Travail (INRS) et de la Caisse nationale d'assurance maladie (CNAM), de manière indépendante des formations développées par le ministère de l'Intérieur (BNS puis AFPS puis PSC1).

### Réglementation
Le Code du travail fait obligation à l'employeur d'organiser dans son entreprise les soins d'urgence à donner aux salariés accidentés et aux malades. En l’absence d’une présence permanente d’infirmier, l’employeur doit prendre l’avis du médecin du travail pour définir les mesures nécessaires (Code du Travail, article R. 4224-161).
Cette organisation des secours passe par la mise en place, sur les lieux de travail, d’un dispositif d’alerte en cas d’accident ou de personne malade, la présence de sauveteurs secouristes du travail et la mise à disposition d’un matériel de premiers secours.
Selon l’art. R4224-15 du Code du Travail, un membre du personnel reçoit la formation de secouriste nécessaire pour donner les premiers secours en cas d'urgence dans chaque atelier où sont accomplis des travaux dangereux et chaque chantier employant vingt travailleurs au moins pendant plus de quinze jours où sont réalisés des travaux dangereux. Les travailleurs ainsi formés ne peuvent remplacer les infirmiers.
Il est à noter que cela ne remplace pas la CSSCT (établissements privés) ou le CHSCT (établissements publics), mais vient en complément, dans le cadre de la politique globale de prévention santé de l'employeur.

### Responsabilité de l'employeur et du SST
Le SST étant préposé par l'employeur, c'est l'employeur (le commettant) qui endosse la responsabilité civile des actes de l'employé (c'est-à-dire prise en charge financière des dommages que pourrait causer l'employé). La responsabilité pénale, elle, est évaluée le cas échéant par un tribunal et est indépendante du fait que le sauveteur soit SST ou pas.
- le sauveteur est, comme toute personne, pénalement responsable de ses propres actes, toutefois, il a une obligation de moyens, mais pas une obligation de résultat. C'est-à-dire, qu'il ne peut être condamné dans la mesure où il aura fait tout ce qu'il pouvait pour maintenir l'état de la victime "stable", jusqu'à l'arrivée des secours[4],[5].
- l'employeur est quant à lui responsable de l'hygiène et de la sécurité dans son entreprise, donc notamment de la partie prévention du risque et prévision, la délégation de cette responsabilité pénale étant appréciée au regard de la formation, des moyens, de l'autorité hiérarchique et du salaire de la personne déléguée (en général le responsable du service ou de l'atelier)[4],[5].

### En dehors de l'entreprise
En cas d'accident, il n'est pas nécessaire d'être SST pour intervenir, et inversement, la nécessité de porter secours pour un SST ne s'arrête pas à la porte de son chantier ni ne se limite aux membres du personnel. Il le fera en tant que simple citoyen. Il s'agit dans tous les cas de l'obligation légale de porter assistance à une personne en péril en absence de danger pour le sauveteur, assistance comprenant au minimum un appel aux secours,.
En revanche, en toute logique, si le SST n'est plus dans le cadre de son entreprise, il n'y a plus de lien de subordination, son employeur n'est plus impliqué,.

### Formation
Tout salarié peut devenir sauveteur secouriste du travail sans prérequis particulier, à l’issue de la formation SST, unique dispositif de formation du salarié sauveteur secouriste du travail en France, piloté par l’INRS. Voir le « document de référence du dispositif global de formation sauvetage secourisme du travail »[Quoi ?], accessible sur le site web de l’INRS.
La formation SST, et son recyclage, est dispensée par un formateur SST certifié par le réseau Assurance maladie risques professionnels / INRS. D’une durée de 14 heures minimum, elle permet de maîtriser la conduite à tenir et les gestes de premiers secours, savoir qui et comment alerter dans l’entreprise ou à l’extérieur de l’entreprise, repérer les situations dangereuses dans son entreprise et savoir à qui et comment relayer ces informations dans l’entreprise, et participer éventuellement à la mise en œuvre d’actions de prévention et de protection.
La réussite aux évaluations permet d’obtenir le certificat de sauveteur secouriste du travail. Délivré par le réseau Assurance maladie Risques professionnels / INRS, la validité du certificat est de 24 mois au niveau national.
Tous les 2 ans (24 mois de date à date), une mise à niveau des compétences SST est nécessaire. Ce recyclage est organisé sur une durée de 7 heures, où les compétences du salarié sont de nouveau évaluées. Il permet d’actualiser et de maintenir ses compétences de SST pour une nouvelle durée de 24 mois.
Ce certificat SST peut être délivré à des élèves et apprentis de l'enseignement professionnel dans le cadre de leur préparation de diplômes.
Le titulaire du certificat SST en cours de validité est réputé détenir l’attestation de formation aux premiers secours (unité d'enseignement "Prévention et secours civiques de niveau 1" (PSC1) du Ministère de l’intérieur),.

### Identification
Le secouriste formé au SST peut, sur le lieu de travail, se signaler avec le logo, en posant un autocollant sur sa porte de bureau, sur son casque ou bien avec une pièce cousue sur le vêtement de travail. Cela aide les collègues à l'identifier en tant que tel, en cas de besoin. (Il n'y a pas d'obligation légale pour le salarié à afficher son statut de SST).
À l'inverse, l'employeur peut, pour répondre à ses obligations de résultats de santé des salariés, afficher dans les organigrammes les salariés SST ou fournir aux salariés SST des moyens pour leur permettre de s'identifier.

## Secourisme en milieu de travail au Québec
Au Québec, la présence de personnels formés aux premiers secours est rendue obligatoire par la Loi sur les services de santé et les services sociaux (L.R.Q., chap. S-5). Les formations, d'une durée de 16 h, sont dispensées selon le programme élaboré par la Commission de la santé et de la sécurité du travail (CSST) auprès d'un organisme recruté par appel d'offres. Si le travailleur suit avec assiduité la formation et est évalué positivement, l'organisme délivre un certificat de formation valable trois ans. Il doit de nouveau suivre la formation intégralement à l'échéance de son certificat.